# Нечипоренко Микола Гаврилович
Мико́ла Гаври́лович Нечипоре́нко, в Указі — Нечепуре́нко (6 грудня 1896 — 26 травня 1975) — радянський військовик часів Другої світової війни, гарматний номер 9-ї батареї 3-го дивізіону 260-го гвардійського гарматного артилерійського полку 17-ї гвардійської гарматної артилерійської бригади, гвардії рядовий. Герой Радянського Союзу (1946).

## Життєпис
Народився 6 грудня 1896 року в селі Миколаївці Леб'язької волості Костянтиноградського повіту Полтавської губернії (нині — Зачепилівський район Харківської області) в селянській родині. Українець.
До лав РСЧА призваний у серпні 1941 року Зачепилівським РВК. Учасник німецько-радянської війни з серпня 1941 року. Воював на Південному, Сталінградському, Донському, Західному, Ленінградському і 2-му Українському фронтах.
Особливо гвардії рядовий М. Г. Нечипоренко відзначився у боях за місто Будапешт (Угорщина). 28 грудня 1944 року вогнева позиція однієї з гармат піддалась щільному рушнично-кулеметному вогню супротивника. Усі намагання обслуги підійти до гармати виявились марними. Гвардії червоноармієць М. Г. Нечипоренко по-пластунськи спромігся дістатись до гармати і влучним вогнем знищив вузол спротиву супротивника. Самотужки вів артилерійський вогонь допоки не скінчились снаряди. 9 січня 1945 року дві замаскованих гармати ворога своїм вогнем змусили стрілецькі підрозділи залягти. Гвардії рядовий М. Г. Нечипоренко висунувся у лави стрільців, виявив місця знаходження гармат супротивника, а потім зі своєї гармати вісьмома пострілами знищив обидві гармати ворога. 11 січня 1945 року група ворожих автоматників, що засіла в прилеглому будинку, не давала можливості батареї вести артилерійський вогонь. Гвардії рядовий М. Г. Нечипоренко з гранатами в руках непомітно наблизився до будинку і закидав ворога гранатами. Батарея змогла вести вогонь, чим сприяла захопленню стрілецьким батальйоном двох кварталів міста. 12 січня обслуга гармати, до складу якої входив гвардії рядовий М. Г. Нечипоренко, виконувала завдання по недопущенню просування супротивника важливим автошляхом. Коли командир взводу отримав поранення і вибув із строю, гвардії рядовий М. Г. Нечипоренко перебрав на себе командування взводом. Будучи пораненим, не залишив поле бою до повного знищення ворога.
По закінченні війни був демобілізований. Мешкав у селі Червоний Жовтень, працював у колгоспі. Помер 26 травня 1975 року. Похований у селі Першотравневому Зачепилівського району Харківської області.

## Нагороди
Указом Президії Верховної Ради СРСР від 15 травня 1946 року «за зразкове виконання бойових завдань командування на фронті боротьби з німецькими загарбниками та виявлені при цьому відвагу і героїзм», гвардії рядовому Нечепуренку Миколі Гавриловичу присвоєне звання Героя Радянського Союзу з врученням ордена Леніна і медалі «Золота Зірка» (№ 8071).
Також нагороджений медаллю «За відвагу» (18.07.1944) та іншими медалями.